# 山口幸三郎
山口 幸三郎（やまぐち こうざぶろう、1983年5月 - ）は、日本のライトノベル作家である。

## 受賞歴
福岡県立香椎高校卒業。2008年、『語り部じんえい』で第15回電撃小説大賞選考委員奨励賞を受賞。同作を改題した『神のまにまに!』で、2009年4月にデビューした。2010年刊行の『探偵・日暮旅人シリーズ』は、2015年にテレビドラマ化、2017年に連続ドラマ化された。
宇美町の図書館には、山口が寄付した書籍を配架した山口幸三郎文庫がある。

## 作品リスト

### 電撃文庫
- 神のまにまに!　既刊3巻（2009年4月 - ）
  1. カグツチ様の神芝居（2009年4月） ISBN 978-4-04-867766-0
  2. 咲姫様の神芝居（2009年8月） ISBN 978-404-867945-9
  3. 真曜お嬢様と神芝居（2010年2月） ISBN 978-4-04-868333-3
- ハレルヤ・ヴァンプ　全3巻（2012年6月 - 2025年7月）※紙書籍絶版、電子版配信停止[6]
  1. ハレルヤ・ヴァンプ（2012年6月） ISBN 978-4-04-886656-9
  2. ハレルヤ・ヴァンプII（2012年11月） ISBN  978-4-04-891128-3
  3. ハレルヤ・ヴァンプIII（2013年11月） ISBN 978-4-04-866122-5

### メディアワークス文庫
- 探偵・日暮旅人シリーズ　全10巻（2010年9月 - 2016年12月）
  1. 探偵・日暮旅人の探し物（2010年9月） ISBN 978-4048-6-8930-4
  2. 探偵・日暮旅人の失くし物（2011年1月） ISBN 978-4048-7-0279-9
  3. 探偵・日暮旅人の忘れ物（2011年7月） ISBN 978-4048-7-0727-5
  4. 探偵・日暮旅人の贈り物（2011年10月） ISBN 978-4048-7-0994-1
  5. 探偵・日暮旅人の宝物（2012年8月） ISBN 978-4048-8-6926-3
  6. 探偵・日暮旅人の壊れ物（2013年5月） ISBN 978-4048-9-1743-8
  7. 探偵・日暮旅人の笑い物（2014年4月） ISBN 978-4048-6-6484-4
  8. 探偵・日暮旅人の望む物（2015年1月） ISBN 978-4048-6-9177-2
  9. 探偵・日暮旅人の遺し物（2015年10月） ISBN 978-4-04-865540-8
  10. 探偵・日暮旅人の残り物（2016年12月） ISBN 978-4-04-892612-6
- 天保院京花の葬送シリーズ　既刊2巻（2017年1月 - ）
  1. 〜フューネラル·マーチ〜（2017年1月） ISBN 978-4-04-892680-5
  2. 〜メフィスト・ワルツ〜（2018年1月） ISBN 978-4-04-893584-5
- 猫曰く、エスパー課長は役に立たない。（2017年2月） ISBN 978-4-04-892753-6
- 霊能探偵・初ノ宮行幸の事件簿　既刊3巻（2018年6月 - ）
  1. 霊能探偵・初ノ宮行幸の事件簿1（2018年6月） ISBN 978-4-04-893925-6
  2. 霊能探偵・初ノ宮行幸の事件簿2（2018年7月） ISBN 978-4-04-893934-8
  3. 霊能探偵・初ノ宮行幸の事件簿3（2019年7月） ISBN 978-4-04-912486-6

### 集英社オレンジ文庫
- 君を忘れる朝がくる。五人の宿泊客と無愛想な支配人（2020年11月） ISBN 978-4-08-680352-6